# Kettős ivarnyílásúak
A kettős ivarnyílásúak (Ditrysia) a lepkék (Lepidoptera) rendjében a valódi lepkék (Glossata) alrendjébe sorolt Heteroneura alrendág egyik osztaga. Ebbe tartozik a ma élő lepkefajok több mint 9/10-e

## Származásuk, elterjedésük
Testvércsoportjuk az egy ivarnyílásúak (Monotrysia) osztaga. A két osztag nagyjából a kora kréta kor közepén, mintegy 125 millió éve különült el (Varga). Ennyire idős kládról lévén szó, a kettős ivarnyílásúak azóta gyakorlatilag az egész bioszférát benépesítették.

## Megjelenésük, felépítésük
Fő sajátosságuk a női ivarszervek egységes alkata: a potroh végén a végbélnek és a peterakó készüléknek közös nyílása van, a potroh végének ventrális oldalán pedig külön párzónyílás (antrum) alakult ki.
A legtöbb faj pödörnyelve jól fejlett.

## Rendszerezésük
Az osztagot két tagozatra és két, tagozatba nem sorolt családra bontják.
Tagozatok:
1. Cossina tagozat két altagozattal:
- Cossina altagozat 3 öregcsaláddal:
  - Castnioidea
  - Cossoidea
  - Tortricoidea

- Bombycina altagozat 8 öregcsaláddal: 
  - selyemlepkeszerűek (Bombycoidea)
  - Calliduloidea
  - Cimelioidea
  - Drepanoidea
  - Geometroidea
  - Bagolylepke-alakúak (Noctuoidea)
  - Pillangószerűek (Papilionoidea)
  - Uranioidea

2. Tineina tagozat két altagozattal:
- Sesiina altagozat 3 öregcsaláddal: 
  - levélmolyszerűek (Choreutoidea)
  - szitkárszerűek (Sesioidea)
  - csüngőlepkeszerűek (Zygaenoidea)
- Tineina altagozat 11 öregcsaláddal:
  - soktollú molyszerűek (Alucitoidae)
    - soktollú molyfélék (Alucitidae)

  - Copromorphoidea
    - bogyórágó molyfélék (Carposinidae)
    - Copromorphidae
    - ívelt szárnyú molyfélék (Epermeniidae)

  - Galacticoidea
  - sarlós ajkú molyszerűek (Gelechioidea) öregcsalád mintegy két tucatnyi családdal:
    - lándzsás tündérmolyfélék (Agonoxenidae)
    - erdei díszmolyfélék (Amphisbatidae)
    - avarmolyfélék (Autostichidae)
    - lándzsásmolyfélék (Batrachedridae)
    - avarevő molyfélék (Blastobasidae)
    - tavaszi molyfélék (Chimabachidae)
    - zsákhordó molyfélék (Coleophoridae)
    - tündérmolyfélék (Cosmopterigidae)
    - rózsás díszmolyfélék (Deuterogonidae)
    - laposmolyfélék (Depressariidae)
    - fűaknázó molyfélék (Elachistidae)
    - feketemolyfélék (Ethmiidae)
    - sarlós ajkú molyfélék (Gelechiidae)
    - „ürülékmolyfélék” (feltételes magyar név) Holcopogonidae — nálunk Holcopogoninae néven az avarmolyfélék alcsaládja
    - hindumolyfélék (Lecithoceridae)
    - zsákosmolyfélék (Lypusidae) — megszűnt; beolvasztották az erdei díszmolyfélék (Amphisbatidae) családjába
    - Metachandidae
    - lándzsás szárnyú molyfélék (Momphidae)
    - díszmolyfélék (Oecophoridae)
    - carcinamolyfélék (Peleopodidae)
    - réti molyfélék (Pterolonchidae)
    - zöld szárnyú díszmolyfélék (Scythrididae)
    - Symmocidae — nálunk Symmocinae néven az avarmolyfélék alcsaládja
    - Xyloryctidae (magyar neve nincs; hazai fajai nincsenek)

  - Immoidea
  - tollasmolyszerűek (Pterophoroidea)
    - Macropiratidae
    - tollasmolyfélék (Pterophoridea)
    - Tineodidae

  - fényiloncaszerűek (Pyraloidea)
  - Simaethistoidea
  - ruhamolyszerűek (Tineoidea)
    - ruhamoly-típusúak (Tineiformes)
    - keskeny szárnyú moly-típusúak (Gracillariiformes)

  - Whalleyanoidea
  - pókhálós molyszerűek (Yponomeutoidea)
    - hegyes szárnyú tarkamolyfélék (Acrolepiidae)
    - szulákmolyfélék (Bedelliidae)
    - szakállasmolyfélék (Glyphipterigidae)
    - aranyszárnyú molylepkefélék (Heliodinidae)
    - ezüstös fehérmolyfélék (Lyonetiidae)
    - tarkamolyfélék (Plutellidae)
    - pókhálós molyfélék (Yponomeutidae)
    - ívelt szárnyú tarkamolyfélék (Ypsolophidae)

3. Tagozatba nem sorolt családok:
- - Prodidactidae
  - Milliermolyok (Millieridae)